# Sandro Boner
Sandro Boner (4 gennaio 1988) è un ex sciatore alpino svizzero.

## Biografia
Attivo in gare FIS dal dicembre del 2003, Boner ha esordito in Coppa Europa il 17 gennaio 2008 a Crans-Montana piazzandosi 71º in discesa libera e in Coppa del Mondo il 26 gennaio 2010 disputando lo slalom speciale di Schladming, senza completarlo; tale gara sarebbe rimasta l'unica in Coppa del Mondo per Boner, che si è ritirato al termine della stagione 2014-2015. La sua ultima gara è stata uno slalom speciale "citizen" disputato a Solda il 22 aprile, chiuso da Boner al 9º posto; in carriera non ha preso parte a rassegne olimpiche o iridate.

## Palmarès

### Coppa Europa
- Miglior piazzamento in classifica generale: 43º nel 2010

### Nor-Am Cup
- Miglior piazzamento in classifica generale: 32º nel 2015
- 1 podio:
  - 1 terzo posto